# Philippe Villers
Philippe Villers est un homme d'affaires américain d'origine française.

## Biographie
Il a obtenu un Bachelor de l'Université Harvard et un master en génie mécanique du MIT en 1960. Il détient également un doctorat honoris causa de l'Université du Massachusetts à Lowell.
Il a fondé la compagnie Computervision avec Marty Allen en 1969. En 1980, il a été un des fondateurs d'Automatix, une société innovante en robotique, qu'il a dirigée jusqu'en 1986.
Par la suite, il a été président de Cognition Corporation pour 3 ans.
Il est actuellement président de Grain pro, Inc, et membre du conseil d'un certain nombre de start-up de haute technologie, ainsi que président de la Fondation Families USA.
En décembre 2010, il signe l'appel des millionnaires américains en faveur de l'augmentation de leurs impôts,.